# ISO 3166-2:EE
ISO 3166-2:EE — стандарт Міжнародної організації зі стандартизації, який визначає геокоди. Є частиною стандарту ISO 3166-2, що належать Естонії. Стандарт охоплює всі п'ятнадцять повітів країни.

## Загальні відомості
Кожен геокод складається з двох частин: коду Alpha2 за стандартом ISO 3166-1 для Естонії — EE та додаткового двохсимвольного коду, записаних через дефіс. Додатковий код утворений двохсимвольним числом. Геокоди повітів Естонії є підмножиною коду домену верхнього рівня — EE, присвоєного Естонії відповідно до стандартів ISO 3166-1.

## Геокоди Естонії
Геокоди 15-ти повітів, адміністративних одиниць Естонії.
| Геокод | Адміністративна одиниця | Статус |
| ------ | ----------------------- | ------ |
| EE-81  | Валґамаа                | повіт  |
| EE-84  | Вільяндімаа             | повіт  |
| EE-87  | Вирумаа                 | повіт  |
| EE-37  | Гар'юмаа                | повіт  |
| EE-39  | Гійумаа                 | повіт  |
| EE-45  | Іда-Вірумаа             | повіт  |
| EE-50  | Йиґевамаа               | повіт  |
| EE-60  | Ляене-Вірумаа           | повіт  |
| EE-56  | Ляенемаа                | повіт  |
| EE-64  | Пилвамаа                | повіт  |
| EE-68  | Пярнумаа                | повіт  |
| EE-71  | Рапламаа                | повіт  |
| EE-74  | Сааремаа                | повіт  |
| EE-79  | Тартумаа                | повіт  |
| EE-52  | Ярвамаа                 | повіт  |

## Геокоди прикордонних для Естонії держав
- Фінляндія — ISO 3166-2:FI (на півночі, морський кордон),
- Росія — ISO 3166-2:RU (на сході),
- Латвія — ISO 3166-2:LV (на півдні),
- Швеція — ISO 3166-2:SE (на заході, морський кордон).